# Абейд, Мехди
Мехди Абейд (фр. Mehdi Abeid; род. 6 августа 1992[…], Монтрёй) — алжирский футболист, полузащитник клуба «Ар-Раид». Выступал за сборную Алжира.

## Клубная карьера

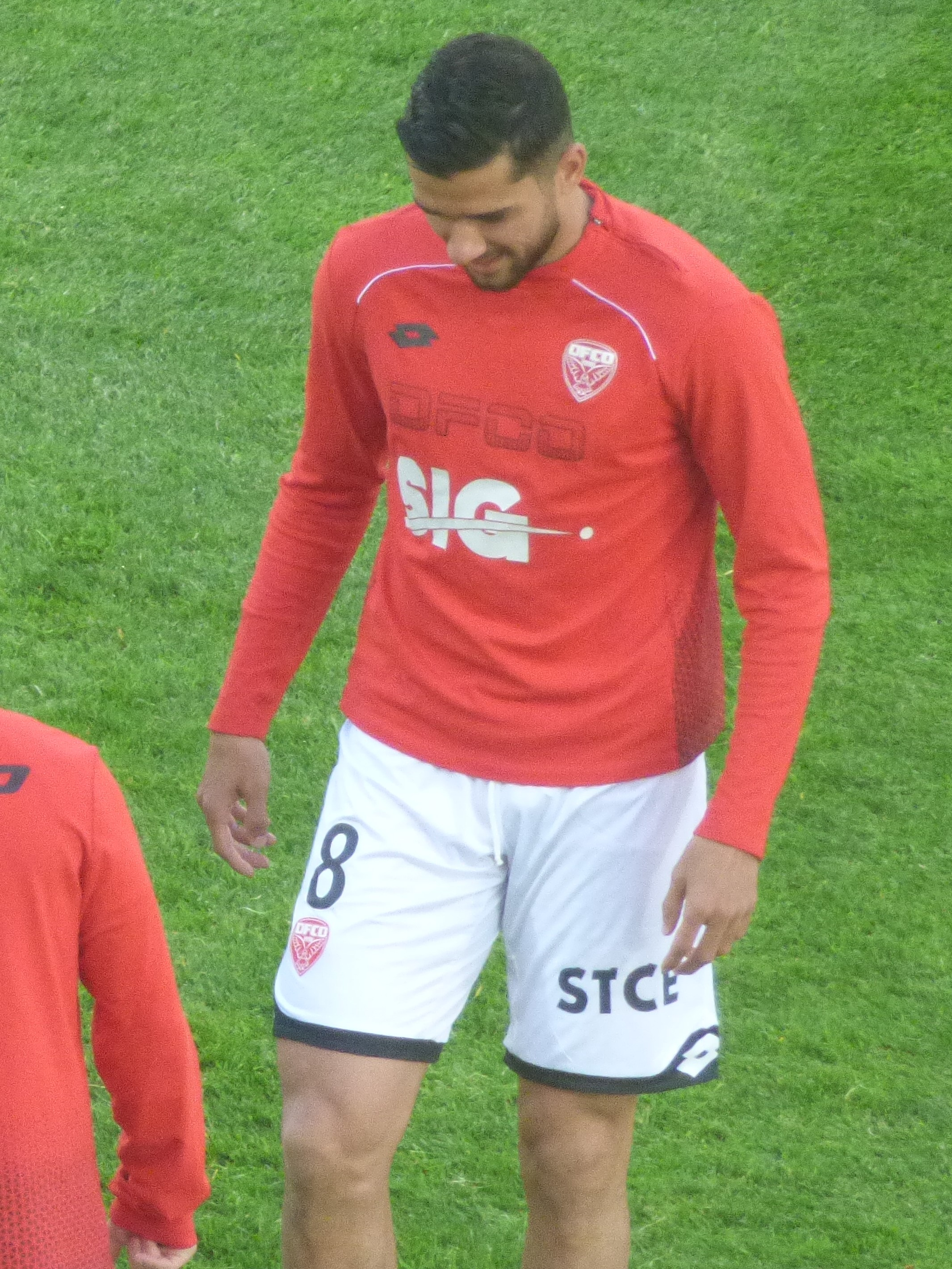
Абейд в составе «Дижона»

Абейд — воспитанник клуба «Ланс». В 2011 году его заметили скауты английского «Ньюкасл Юнайтед» и пригласили в команду. Первые два сезона Мехди получал очень мало игровой практики. В матче Кубка Футбольной лиги против «Ноттингем Форест» он дебютировал за основной состав. В начале 2013 года для получения игровой практики Абейд на правах аренды перешёл в шотландский «Сент-Джонстон». 11 февраля в матче против «Хиберниана» он дебютировал в шотландской Премьер-лиге. Летом того же года Мехди на правах аренды перешёл в греческий «Панатинаикос». 18 августа в матче против «Панетоликос» он дебютировал в греческой Суперлиге. 31 августа в поединке против «Верии» Абейд забил свой первый гол за «Панатинаикос». В 2014 году он помог клубу завоевать Кубок Греции.
Летом 2014 года Абейд вернулся в «Ньюкасл». 1 ноября в матче против «Ливерпуля» он дебютировал в английской Премьер-лиге. Летом 2015 года трансфер Мехди выкупил «Панатинаикос». По итогам сезона он помог клубу занять второе место.
Летом 2016 года Абейд вернулся во Францию, подписав контракт с клубом «Дижон». 25 октября в матче против «Бастии» он дебютировал в Лиге 1. 26 ноября в поединке против «Бордо» Мехди забил свой первый гол за «Дижон».

## Международная карьера
Абейд родился во Франции и выступал за юношеские команды страны. В 2009 году в составе юношеской сборной он принимал участие в юношеском чемпионате Европы в Германии. В 2011 году Мехди принял решение выступать за свою историческую родину Алжир. 13 июня 2015 года в отборочном матче Кубка Африки против сборной Сейшельских Островов он дебютировал за сборную Алжира.
В 2017 году Абейд принял участие в Кубке африканских наций в Габоне. На турнире он сыграл в матче против сборной Туниса.

## Статистика

### Матчи за сборную
| № | Дата           | Оппонент   | Счёт | Голы | Соревнование              |
| - | -------------- | ---------- | ---- | ---- | ------------------------- |
| 1 | 13 июня 2015   | Сейшелы    | 4:0  | —    | Отборочные матчи КАН-2017 |
| 2 | 9 октября 2015 | Гвинея     | 1:2  | —    | Товарищеский матч         |
| 3 | 12 ноября 2016 | Нигерия    | 1:3  | —    | Отборочные матчи ЧМ-2018  |
| 4 | 7 января 2017  | Мавритания | 3:1  | —    | Товарищеский матч         |
| 5 | 19 января 2017 | Тунис      | 1:2  | —    | Финальные матчи КАН-2017  |

Итого: сыграно матчей: 5 / забито голов: 0; победы: 2, ничьи: 0, поражения: 3.

## Достижения
Командные
«Панатинаикос»
- Обладатель Кубка Греции: 2013/2014

Сборная Алжира
- Обладатель Кубка африканских наций: 2019